# Chiesa di San Rocco (Barranquilla)
La chiesa di San Rocco (in spagnolo: Iglesia de San Roque) è un luogo di culto cattolico di Barranquilla, in Colombia.

## Storia
Nel 1849 un'epidemia di colera colpì l'allora cittadina di Barranquilla, provocando morti in tutti i quartieri. Una famiglia della città ottenne un'immagine di San Rocco, patrono contro le epidemie, decorando la stanza in cui era collocata l'immagine come una sorta di piccola cappella, dove la gente veniva a venerare il santo nell'immagine.
Al tempo del colera, molte persone fecero preghiere e promesse a San Rocco per porre fine all'epidemia, promettendo anche la costruzione di una chiesa in suo onore. L'epidemia finì e subito gli abitanti di Barranquilla iniziarono a svolgere le procedure per la sua costruzione. Il 12 settembre 1853, il governatore della provincia di Sabanilla e un folto gruppo di famiglie, chiesero all'autorità diocesana la licenza per costruire una chiesa in onore di San Rocco nel sud di Barranquilla. La risposta fu un clamoroso diniego, poiché la chiesa di San Nicola era in cattive condizioni e non c'erano abbastanza congregazione in città per costruire un'altra chiesa. Ma il sacerdote Rafael Ruiz, vicario di San Nicola, in un atto di ribellione contro i suoi superiori, appoggiò l'idea e pose la prima pietra della nuova chiesa il 31 ottobre 1853.
La costruzione durò 4 anni, 3 mesi e 16 giorni, la nuova chiesa fu inaugurata il 15 agosto 1857 tra i festeggiamenti.
Un gruppo di persone, in vista del rifiuto di monsignor José Romero, vescovo di Santa Marta, di consacrare la chiesa di San Rocco, si recarono dal vescovo di Cartagena, Bernardino Medina y Moreno, il 2 febbraio 1858, per consacrare la chiesa di nuova costruzione. Come monsignor José Romero, la risposta di monsignor Bernardino Medina fu un ulteriore diniego e, inoltre, fu trasferito il sacerdote Rafael Ruiz nella città di Galapa. A metà del 1858, alcune persone andarono a Galapa e riportarono a Barranquilla il prete Ruiz.
Il 1 gennaio 1867 il tetto della chiesa crollò e il sacerdote Ruiz, dopo aver formulato diverse congetture, dedusse che il crollo del tetto della chiesa fosse un messaggio di Dio per pentirsi della sua ribellione contro i superiori. Monsignor Jose Romero accettò quindi di consacrare la chiesa di San Rocco il 30 luglio 1881. 
Alla fine del 1899, il sacerdote Manuel de la V. Coronel fece elaborare un progetto per la ricostruzione della chiesa dopo il crollo del tetto nel 1867. Il 1º gennaio 1900 Pietro Adamo Brioschi, vescovo di Cartagena, posò la prima pietra per la ricostruzione della nuova chiesa, che durò 14 anni, ma le colonne che erano state rialzate crollarono, e per evitare un altro errore nella costruzione, ingaggiarono l'ingegnere olandese Antonio Stoute, iniziando lo sviluppo dei piani della chiesa attuale. Dal 1901 la chiesa fu affidata ai padri cappuccini.
Dopo aver completato la ricostruzione del tempio, la nuova chiesa fu consacrata per la seconda volta il 19 ottobre 1941, questa volta dal salesiano Francisco José Iturriza Guillén, vescovo di Coro.
Dal 1996 l'edificio è un monumento nazionale della Colombia.

## Descrizione
La chiesa è in stile neogotico fiorentino, unico in Colombia, che si riflette particolarmente nelle sue torri svettanti e nell'ampia cupola.
L'ingresso principale è costituito da grandi porte in legno accuratamente intagliate. È sovrastato da archi a sesto acuto, così come le grandi finestre.
Al centro delle torri si trova una vetrata a forma di ogiva, su cui poggia un frontone sormontato da una croce. L'immagine tradizionale di San Rocco, realizzata in legno, è la più antica e si trova all'ingresso della chiesa.